# المجوی
المجوی (به عربی: المجوی) یک روستا در سوریه است که در ناحیه عین حلاقیم واقع شده‌است. المجوی ۱٬۵۱۷ نفر جمعیت دارد.